# Brain Damage
(Roger Waters)
Brain Damage è la nona e penultima traccia dell'album The Dark Side of the Moon dei Pink Floyd. È cantata da Roger Waters (successivamente, anche da David Gilmour).

## Struttura musicale
Il brano si apre con un delicato arpeggio di chitarra elettrica, alla quale dopo pochi secondi si aggiunge la voce di Waters.
Il ritornello, esplosivo e pieno di energia, interamente basato su accordi maggiori, vede l'ingresso del coro, della batteria e di tutti gli altri strumenti; in esso viene citato il titolo dell'album The Dark Side of the Moon.
Nel finale, dopo un assolo di sintetizzatore (che riprende la melodia del cantato), il brano prosegue senza soluzione di continuità nell'ultima traccia dell'album, Eclipse.

## Significato
Il tema concettuale di questo brano si basa sull'insanità mentale, che è più o meno presente in ogni uomo. Alcune frasi dette dal protagonista del brano sono infatti abbastanza esplicite: 
(Testo di Roger Waters)
Parte dell'ultima frase del brano, e dell'album stesso, dà il titolo all'album (The Dark Side of the Moon).

## Versioni alternative
- La versione contenuta nell'album dal vivo Pulse ha visto David Gilmour alla voce anziché Roger Waters.
- Una versione differente è presente nella raccolta Works.